# Устренски рид
Устренски рид е планински рид в западната част на Източните Родопи, югоизточно разклонение на Жълти дял, на територията на области Кърджали и Смолян.
Ридът се простира от северозапад на югоизток на около 20 км, а ширината му е 12 – 15 км. Разположен е между долините на река Върбица на изток и юг и левите ѝ притоци Джебелска река (Дерменчай) на север и Неделинска река (Узундере) на югозапад. Има тясно навълнено било, което на северозапад е с надморска височина около 1000 м, а на югоизток са понижава до 400 – 300 м. Най-високата точка е връх Ветреник (1031,2 м), разположен на около 1 км североизточно от село Върлино, Община Неделино. Ридът е силно ерозиран, опороен и разчленен от дълбока долинна и ровинна мрежа. Изграден е от гнайси, шисти, риолити и седиментни скали. Климатът е умереноконтинентален със силно средиземноморско влияние. Късите реки, дерета и ровини се оттичат към река Върбица и левите ѝ притоци Джебелска река (Дерменчай) и Неделинска река (Узундере).
Във вътрешността на рида и по неговите склонове и подножия са разпръснати десетки малки села и техните махали.
През Устренския рид и по неговото южно подножие преминават два пътя от Държавната пътна мрежа:
- В източната му част, от град Джебел до село Фотиново, на протежение от 27,1 км – участък от третокласен път № 508 Балабаново – Джебел – Фотиново;
- По южното му подножие, между селата Пресека и Фотиново, на протежение от 15,1 км – участък от третокласен път № 867 Средногорци – Златоград – Подкова.[1]

В централната част на рида, на връх Устра (1014,4 м), северозападно от село Устрен се издигат останките от средновековната крепост Устра, а северозападно от нея, в подножието на върха са двете Лебедови езера, югозападното от които е най-голямото естествено езеро в Родопите.

## Топографска карта
- Лист от карта K-35-87. Мащаб: 1 : 100 000.